# Clonas-sur-Varèze
Clonas-sur-Varèze település Franciaországban, Isère megyében. Lakosainak száma 1541 fő (2022. január 1.). Clonas-sur-Varèze Saint-Maurice-l’Exil, Saint-Prim, Auberives-sur-Varèze, Roussillon, Saint-Alban-du-Rhône és Saint-Clair-du-Rhône községekkel határos.

## Népesség
A település népességének változása:
| Lakosok száma | 517  | 703  | 1056 | 1425 | 1529 | 1482 | 1458 | 1450 | 1496 | 1541 |
|               | 1968 | 1982 | 1990 | 2006 | 2013 | 2015 | 2017 | 2019 | 2020 | 2022 |